# Петров, Алексей Александрович
Алексе́й Алекса́ндрович Петро́в (род. 8 сентября 1974, Волгоград) — российский тяжелоатлет в полутяжёлом весе, чемпион Олимпийских игр в Атланте в весе до 91 кг (1996), бронзовый призёр Олимпийских игр в Сиднее в весе до 94 кг (2000), пятикратный рекордсмен мира, установил 14 рекордов России, заслуженный мастер спорта.

## Биография
Родился 8 сентября 1974 года в городе Волгограде.
Окончил Волгоградскую государственную академию физической культуры.

Для меня Ригерт — это бог штанги, на него я молился с детства.— Олимпийский чемпион по тяжелой атлетике Алексей Петров. Спорт-Экспресс

### Спортивная карьера
На рубеже 1990-х годов из-за сложного экономического состояния в стране начинающий спортсмен Алексей Петров испытывал определённые финансовые трудности с поездками на соревнования. Попасть на юниорский чемпионат мира ему помог президент футбольного клуба «Ротор» Владимир Горюнов.
В 1994 году Алексей Петров попал на свой первый «взрослый» Чемпионат мира и выиграл его.
На Летних Олимпийских играх 1996 года в Атланте Алексей Петров выиграл соревнования по тяжёлой атлетике в весе до 91 кг.
После Олимпиады Алексей принимает решение переехать из Волгограда, поскольку не может найти спонсоров. Так Петров оказывается в Москве и выступает за клуб «Кунцево».
В конце 1999 года Алексей Петров занимает пятое место на Чемпионате мира в Греции, а в начале следующего года с аналогичным результатом он не попадает на пьедестал почёта и на Чемпионате Европы в Болгарии.
Несмотря на не слишком удачные выступления, на Олимпийские игры 2000 года в Сиднее Алексей Петров приезжает в качестве одного из фаворитов соревнований. Однако осложнения старой травмы руки не позволили атлету подняться на высшую ступень пьедестала. Тем не менее, проявив волевые качества и выступая на обезболивающих, Петров завоевал бронзовую медаль в весе до 94 кг.
В 2001 году Алексей Петров возвращается в Волгоград.
Чемпионат мира 2001 года Петров пропустил. Причинами такого решения стало несогласие с политикой Федерации тяжёлой атлетики России по формированию сборной, а также травмированный локоть. Последствия полученной на Олимпиаде травмы, не позволяли спортсмену вернуться в строй почти два года. Несмотря на это, Алексей на первом же крупном соревновании — Чемпионате Европы 2002 года — сразу завоевал золото.
На Олимпиаду в Афинах Петров не попал по результатам голосования тренеров сборной и кандидатов в сборную. Оказалось, однако, что за Алексея Петрова и его конкурента Эдуарда Тюкина было подано по четыре голоса спортсмена и пять тренеров. Но несмотря на победу на чемпионате России, исполнительный комитет федерации и главный тренер выбрали Тюкина, который принёс на Олимпиаде бронзу. Олимпийским же чемпионом стал болгарский атлет с результатом 406 килограммов, лучший результат Петрова в том сезоне составлял 412 килограммов. По словам тренеров, Алексей пострадал из-за избыточного веса. На Олимпиаде в Атланте Петров также находился далеко не в боевых кондициях.
Вероятно, сыграла свою роль и странная история с допингом. По некоторым данным, некая девушка подсыпала ему в пищу запрещённые препараты, в результате чего Петров отбывал дисквалификацию перед Олимпиадой.
В 2006 году спортсмен объявил о завершении карьеры.

### После окончания спортивной карьеры
В августе 2009 года Алексей Петров был назначен на должность заместителя председателя комитета по спорту Администрации Волгограда.

## Спортивные достижения
Алексей Петров имеет следующие спортивные достижения:
Награды
- Олимпийский чемпион Летних Олимпийских игр в Атланте 1996 в полутяжёлом весе (до 91 кг[англ.]) с результатом 402,5 кг
- 3-е место на Летних Олимпийских играх в Сиднее 2000 в полутяжёлом весе (до 94 кг[англ.]) с результатом 402,5 кг
- Чемпион мира 1994 года в полутяжёлом весе с результатом 412,5 кг
- Чемпион Европы 1994 года в полутяжёлом весе с результатом 412,5 кг
- Чемпион Европы 2002 года в полутяжёлом весе с результатом 400 кг

Мировые рекорды
Алексей Петров установил пять мировых рекордов: по два в рывке и толчке и один в сумме:
| Дата       | Соревнование | Место проведения | Весовая категория | Упражнение | Результат | Предыдущий рекорд (спортсмен, год) | Побит? (спортсмен, год) |
| ---------- | ------------ | ---------------- | ----------------- | ---------- | --------- | ---------------------------------- | ----------------------- |
| 15.05.1994 | ЧЕ           | Соколов          | полутяжёлый       | толчок     | 227,5     |                                    |                         |
| 15.05.1994 | ЧЕ           | Соколов          | полутяжёлый       | сумма (2)  | 412,5     |                                    |                         |
| 20.11.1994 | ЧМ           | Стамбул          | полутяжёлый       | рывок      | 186,0     |                                    |                         |
| 20.11.1994 | ЧМ           | Стамбул          | полутяжёлый       | толчок     | 228,0     |                                    |                         |
| 20.07.1996 | ОИ           | Атланта          | полутяжёлый       | рывок      | 187,5     |                                    |                         |

Сводная таблица результатов выступлений Алексея Петрова на международных соревнованиях:
| Дата       | Соревнование | Место проведения | Вес спортсмена | Рывок | Рывок | Рывок | Рывок | Толчок | Толчок | Толчок | Толчок | С     | Место   |
| Дата       | Соревнование | Место проведения | Вес спортсмена | 1     | 2     | 3     | М     | 1      | 2      | 3      | М      | С     | Место   |
| ---------- | ------------ | ---------------- | -------------- | ----- | ----- | ----- | ----- | ------ | ------ | ------ | ------ | ----- | ------- |
| 10.05.1992 | Юниорский ЧМ | Варна            | 82,15          | 162,5 | 0,0   | 0,0   | 2     | 195,0  | 0,0    | 0,0    | 2      | 357,5 | Золото  |
| 15.11.1992 | Юниорский ЧЕ | Кардифф          | 90,95          | 165,5 | 0,0   | 0,0   | 2     | 205,0  | 0,0    | 0,0    | 2      | 370,0 | Серебро |
| 13.05.1993 | Юниорский ЧМ | Хеб              | 88,85          | 180,0 | 0,0   | 0,0   | 1     | 220    | 0,0    | 0,0    | 1      | 400,0 | Золото  |
| 15.05.1994 | ЧЕ           | Соколов          | 90,60          | 185,0 | 0,0   | 0,0   | 2     | 227,5  | 0,0    | 0,0    | 1      | 412,5 | Золото  |
| 10.07.1994 | Юниорский ЧМ | Джакарта         | 89,80          | 175,0 | 0,0   | 0,0   | 1     | 210,0  | 0,0    | 0,0    | 1      | 385,0 | Золото  |
| 20.11.1994 | ЧМ           | Стамбул          | 90,58          | 180,0 | 186,0 | 187,5 | 1     | 220,0  | 225,0  | 228,0  | 1      | 412,5 | Золото  |
| 17.11.1995 | ЧМ           | Гуанчжоу         | 90,55          | 180,0 | 185,0 | 185,0 | 99    | 217,5  | 225,0  | 230,0  | 99     | 410,0 | 99      |
| 20.07.1996 | ОИ           | Атланта          | 90,89          | 175,0 | 182,5 | 187,5 | (1)   | 215,0  | 227,5  | 227,5  | (1=)   | 402,5 | Золото  |
| 22.11.1999 | ЧМ           | Афины            | 93,79          | 170,0 | 175,0 |       | 12    | 210,0  | 217,5  | 220,0  | 5      | 395,0 | 5       |
| 26.04.2000 | ЧЕ           | София            | 93,82          | 170,0 | 175,0 | 180,0 | 5     | 215,0  | 220,0  | 220,0  | 5      | 390,0 | 5       |
| 15.09.2000 | ОИ           | Сидней           | 93,30          | 180,0 | 180,0 | 180,0 | (4=)  | 220,0  | 222,5  | 227,5  | (1=)   | 402,5 | Бронза  |
| 25.04.2002 | ЧЕ           | Анталья          | 93,95          | 175,0 | 182,5 | 185,0 | 1     | 215,0  | 222,5  | 222,5  | 5      | 400,0 | Золото  |
| 17.11.2003 | ЧМ           | Ванкувер         | 93,60          | 180,0 | 185,0 | 185,0 | 2     | 220,0  | 220,0  | 222,5  | 99     | 0,0   | 99      |

## Государственные награды
- Орден Почёта (6 января 1997 года) — за заслуги перед государством и высокие спортивные достижения на XXVI летних Олимпийских играх 1996 года[19]
- Медаль ордена «За заслуги перед Отечеством» II степени (19 апреля 2001 года) — за большой вклад в развитие физической культуры и спорта, высокие спортивные достижения на Играх ХХVII Олимпиады 2000 года в Сиднее[20]
- Благодарность Президента Российской Федерации (26 октября 2023 года) — за вклад в развитие физической культуры и спорта, многолетнюю добросовестную работу[21]

## Семья
В 2004 году Алексей Петров женился. В 2005 году родилась дочь.